# Halule
Halule (akad. Ḫalulê, w transliteracji z pisma klinowego zapisywane uruḪa-lu-le-e) – w 1 połowie I tys. p.n.e. miasto w Babilonii położone nad rzeką Tygrys. Nierozpoznane archeologicznie, choć istnieją przypuszczenia, iż jego ruin należy szukać gdzieś w pobliżu Bagdadu. Miasto znane jest głównie z tego, iż w jego pobliżu rozegrała się w 691 r. p.n.e. wielka bitwa pomiędzy wojskami asyryjskiego króla Sennacheryba (704-681 p.n.e.) i połączonymi wojskami Babilończyków, Aramejczyków, Chaldejczyków, Elamitów i ludów z gór Zagros.